# Солнечный (Павлодарская область)
Солнечный (каз. Солнечный) — посёлок в Павлодарской области Казахстана. Находится в подчинении городской администрации Экибастуза. Административный центр и единственный населённый пункт Солнечной поселковой администрации. Код КАТО — 552253100.

## Географическое положение
Расположен в 172 км к западу от Павлодара и в 42 км к северу от Экибастуза. Ближайшая железнодорожная станция — Экибастуз.
Посёлок связан с Экибастузом автомобильным шоссе и железной дорогой.

## История
Основан в 1987 году в связи со строительством Экибастузской ГРЭС-2.

## Население
В 1999 году население посёлка составляло 8881 человек (4175 мужчин и 4706 женщин). По данным переписи 2009 года, в посёлке проживали 4892 человека (2362 мужчины и 2530 женщин).
На начало 2019 года население посёлка составило 5821 человек (2855 мужчин и 2966 женщин).